# Hans Asper

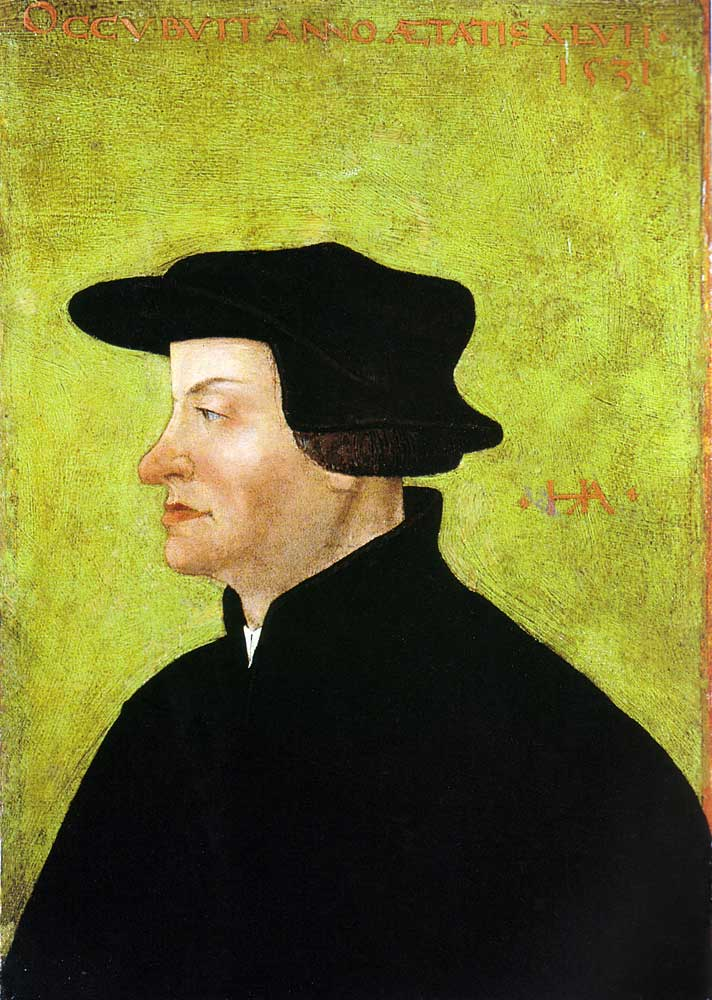
Porträtt av Huldrych Zwingli, målad av Hans Asper.

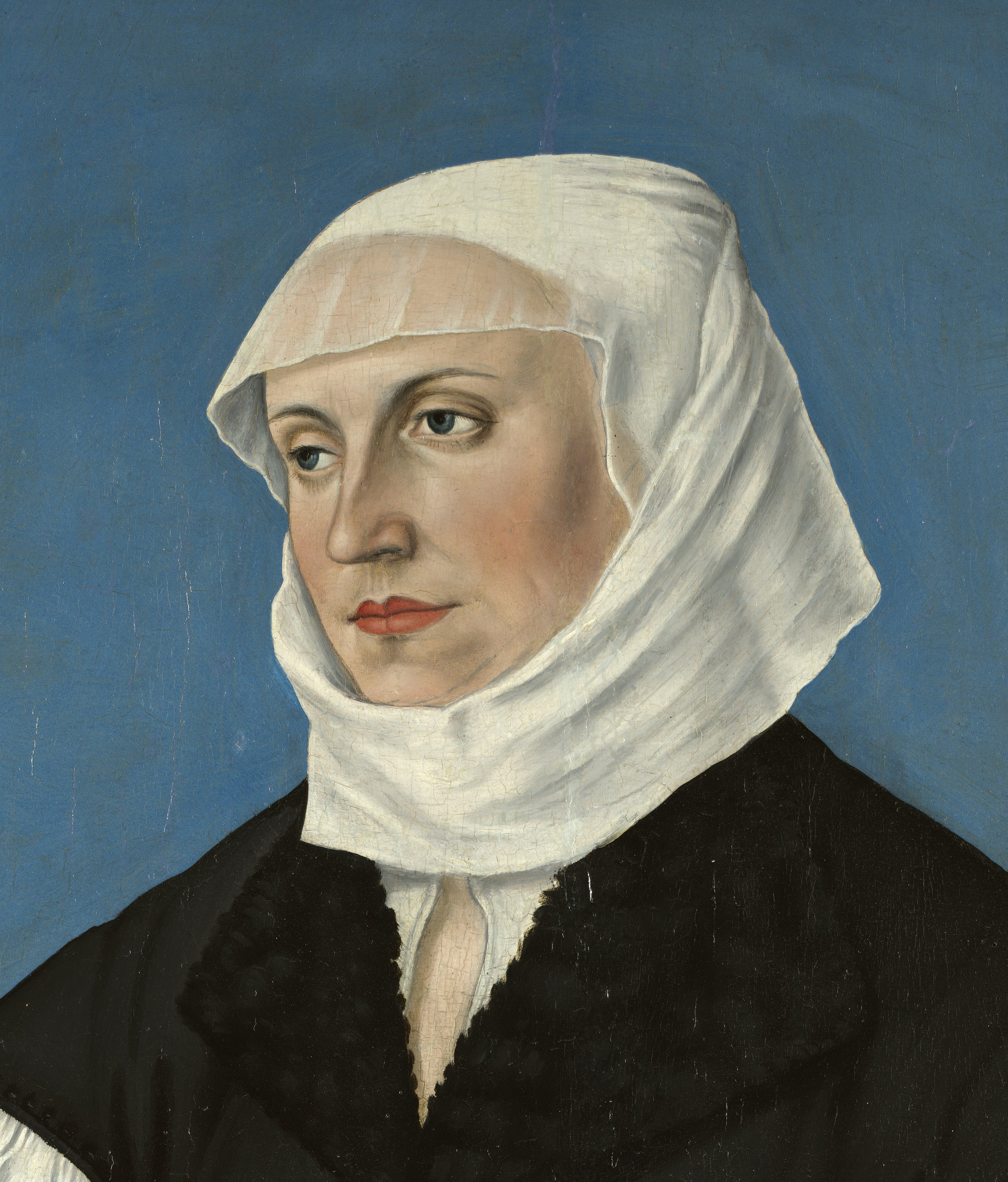
Porträtt av Huldrych Zwinglis dotter Regula Qwalter, målad av Hans Asper.

Hans Asper, född 1499, död 21 mars 1571 var en schweizisk målare som levde hela sitt liv i Zürich.
Det är föga känt om honom förrän 1526 när han gifte sig med en dotter till Ludwig Nöggi som var mästersnickare och satt i stadens råd. Asper själv hade viss ställning i staden och blev invald i rådet 1545.
Asper var i sin konst påverkad av Hans Leu, som var en av Albrecht Dürers elever. Till följd av reformationen 1523 var Asper den förste i Zürich som avstod från att måla religiösa motiv. Protestantismens utveckling medförde också att altartavlor inte längre behövdes. Asper koncentrerade sig på porträttmåleri och andra världsliga verk. Han målade i många olika stilar och är främst känd för sina studier av blommor och frukt. Många av hans målningar är förlorade. Hans porträtt visar släktskap med Hans Holbein den yngres. Bland hans verk finns porträtt av Huldrych Zwingli och Zwinglis dotter Regula Qwalter, som finns på ett bibliotek i Zürich. Man tror att Asper har illustrerat Conrad Gesners Historia Animalium.
Fastän Asper var mycket uppskattad i Zürich så kunde han inte leva på sin konst och dog fattig trots att han tillerkändes en livränta av rådet. Två av hans barn, Hans Rudolf Asper och Rudolf Asper, blev också målare.

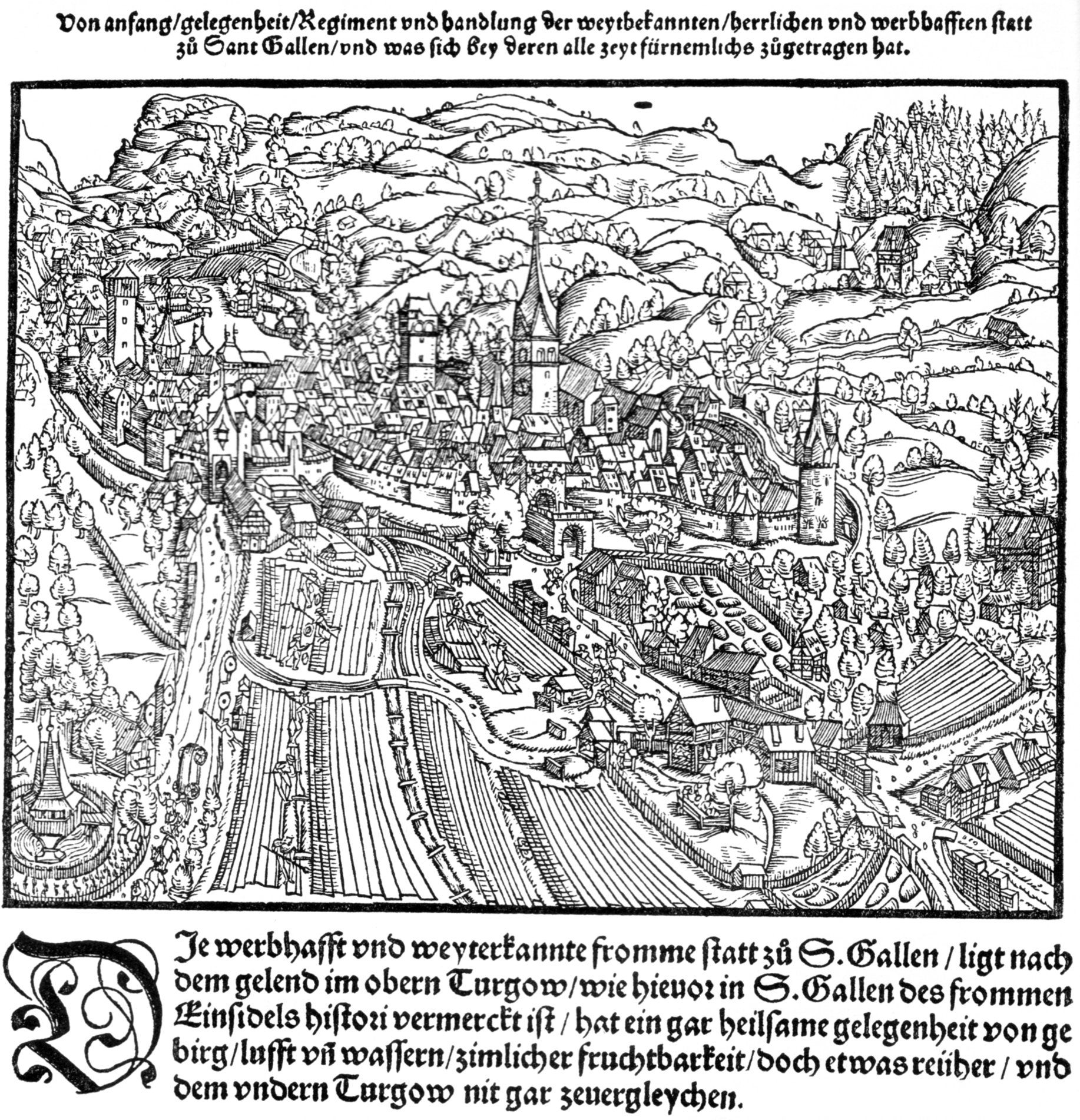
Träsnitt efter en bild av Hans Asper
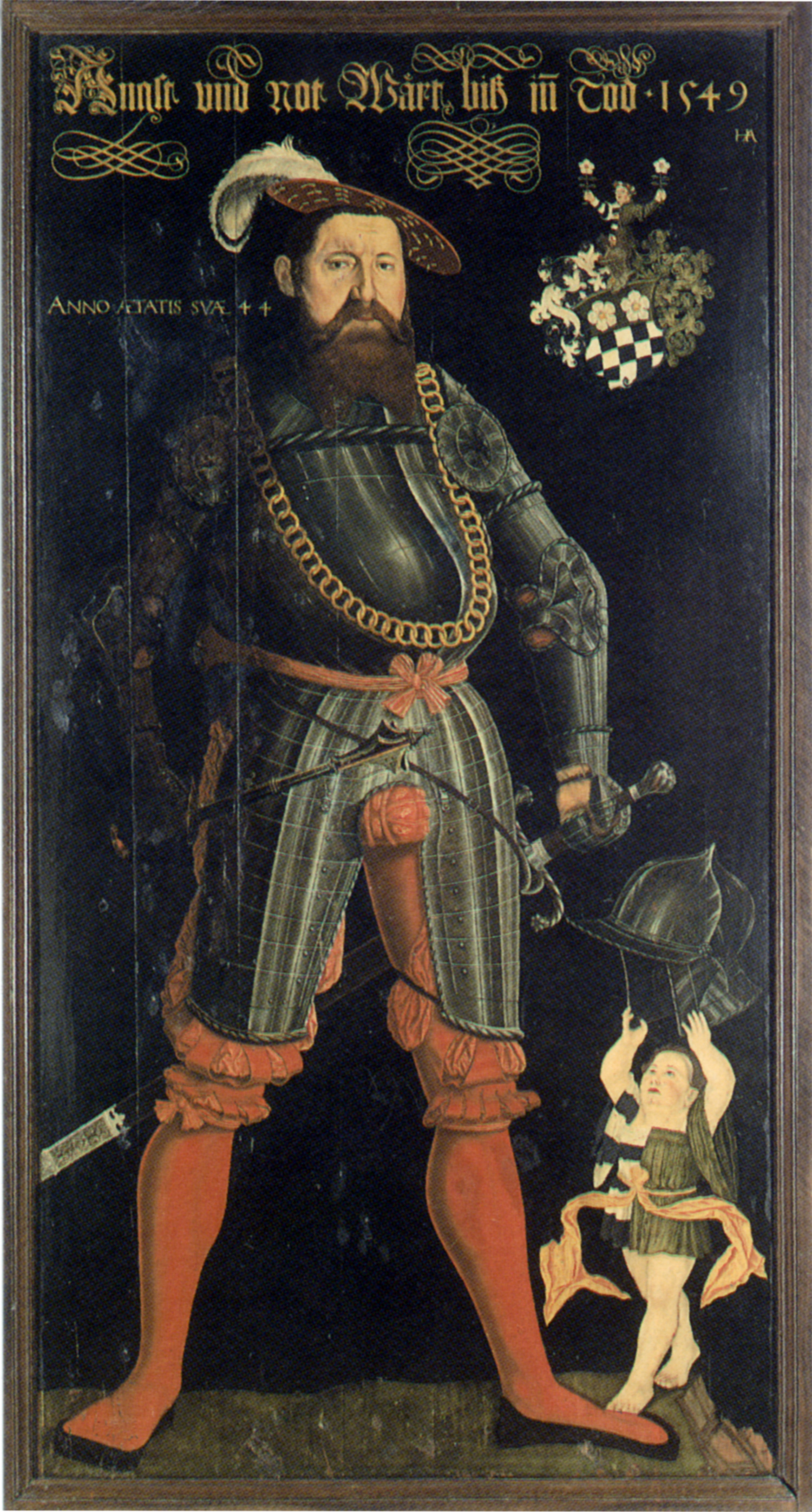
Wilhelm Frölich, 1549
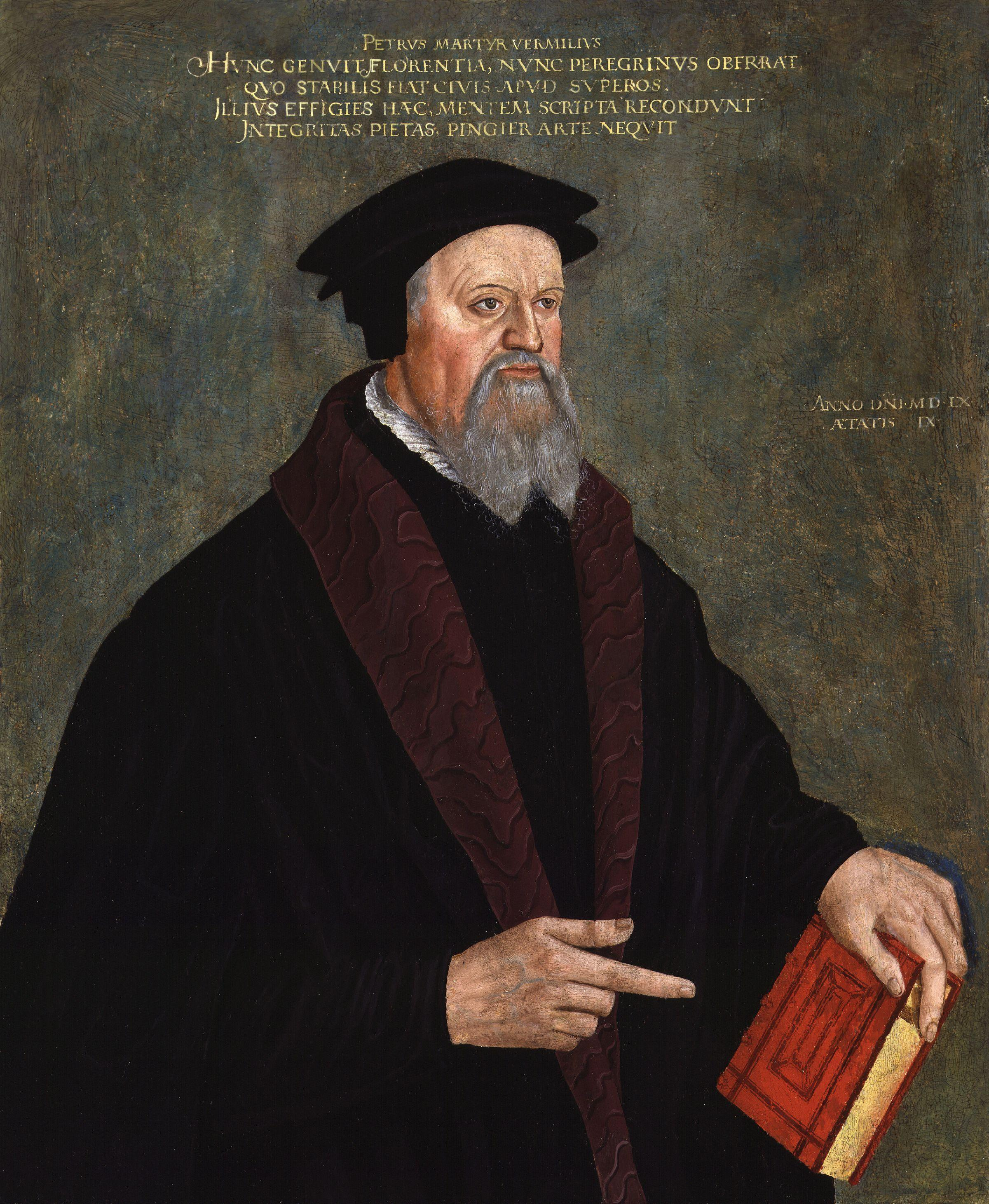
Pietro Martire Vermigli, 1560
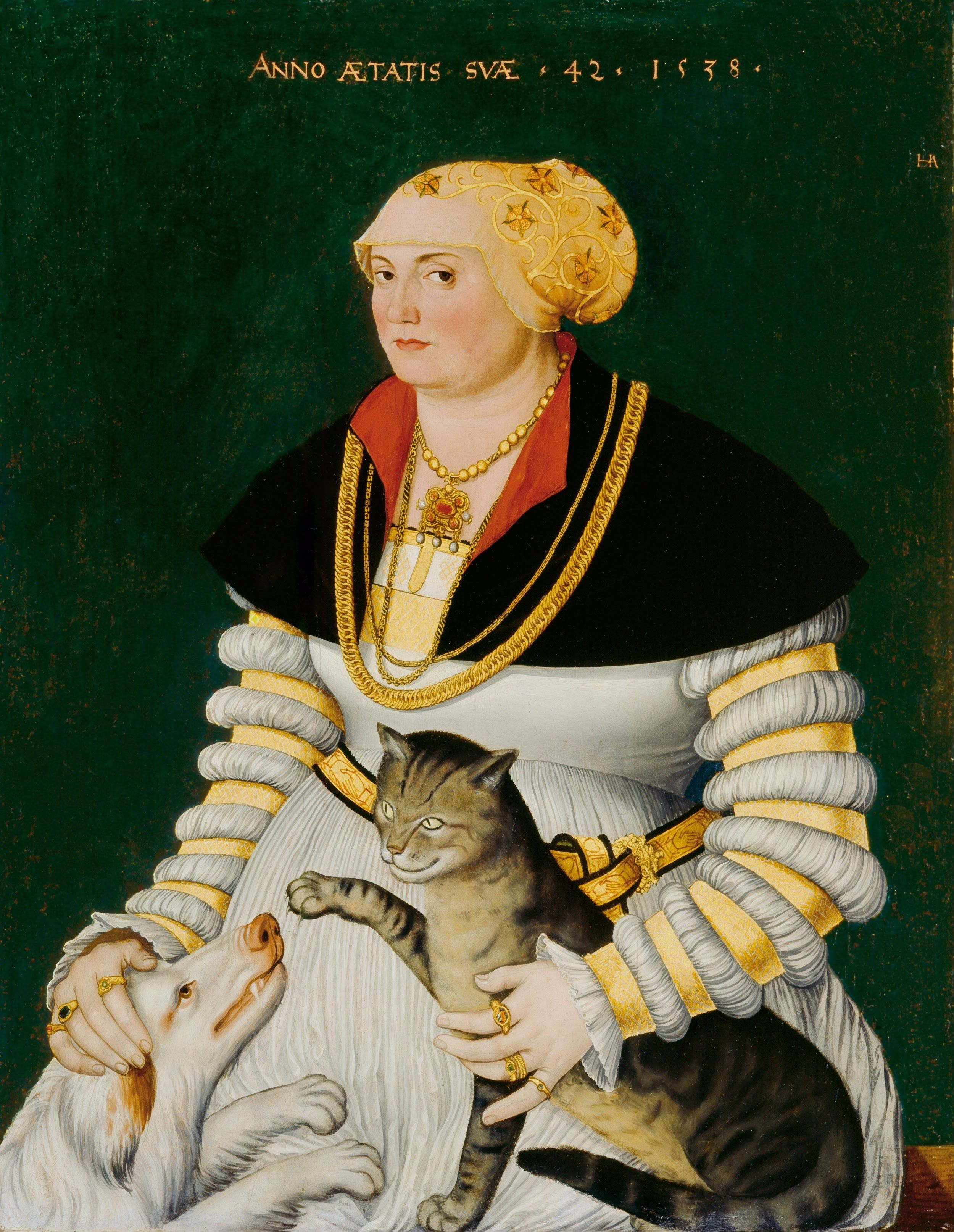
Porträtt av Cleophea Holzhalb, 1538